# Národní park Arches
Národní park Arches (anglicky Arches National Park) se nachází ve východním Utahu, severně od města Moab ve Spojených státech. Jeho rozloha činí 310 km². Nejvyšší bod, Elephant Butte, se nachází ve výšce 1 723 m n. m., nejnižší bodem je návštěvnické centrum ve výšce 1 245 m n. m. Byl založen 12. dubna 1929, tehdy ještě jako národní památka. V roce 1971 podepsal prezident Richard Nixon legislativu přijatou Kongresem, která změnila status na národní park.
Park je známý zejména díky přírodním pískovcovým obloukům, kterých zde můžete najít přes 2000, v čele se světoznámým Delicate Arch. Od roku 1970 se v parku kvůli erozi 43 pískovcových oblouků zřítilo.

## Historie

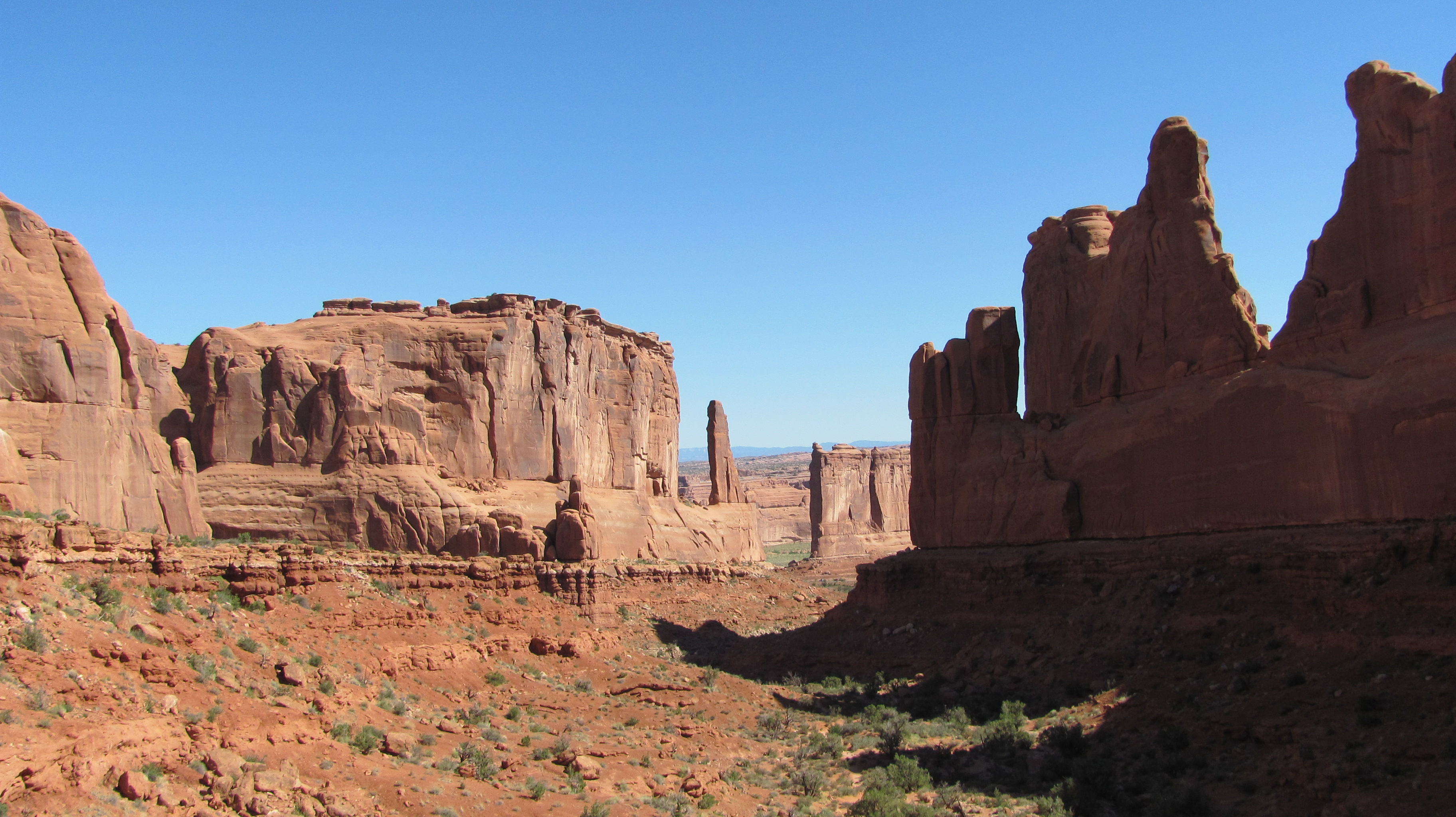
Pohled na park

Lidé obsadili toto území již před 10 000 lety, po poslední době ledové. „Fremont people“ a „Ancient Pueblo People“ zde žili zhruba až do 14. století. V roce 1775 tudy procházeli španělští misionáři, kteří se zde setkali s kmeny Ute a Paiute, ale o první evropsko-americký pokus o osídlení této oblasti se postarali až mormonští osadníci v roce 1855, po opakovaných útocích Indiánů však tuto oblast záhy opustili. Později v 80. letech 19. století se v údolí Riverine usídlili farmáři, zemědělci a různí hledači, čímž vznikla nová osada Moab, které byl v roce 1902 uznán statut města.

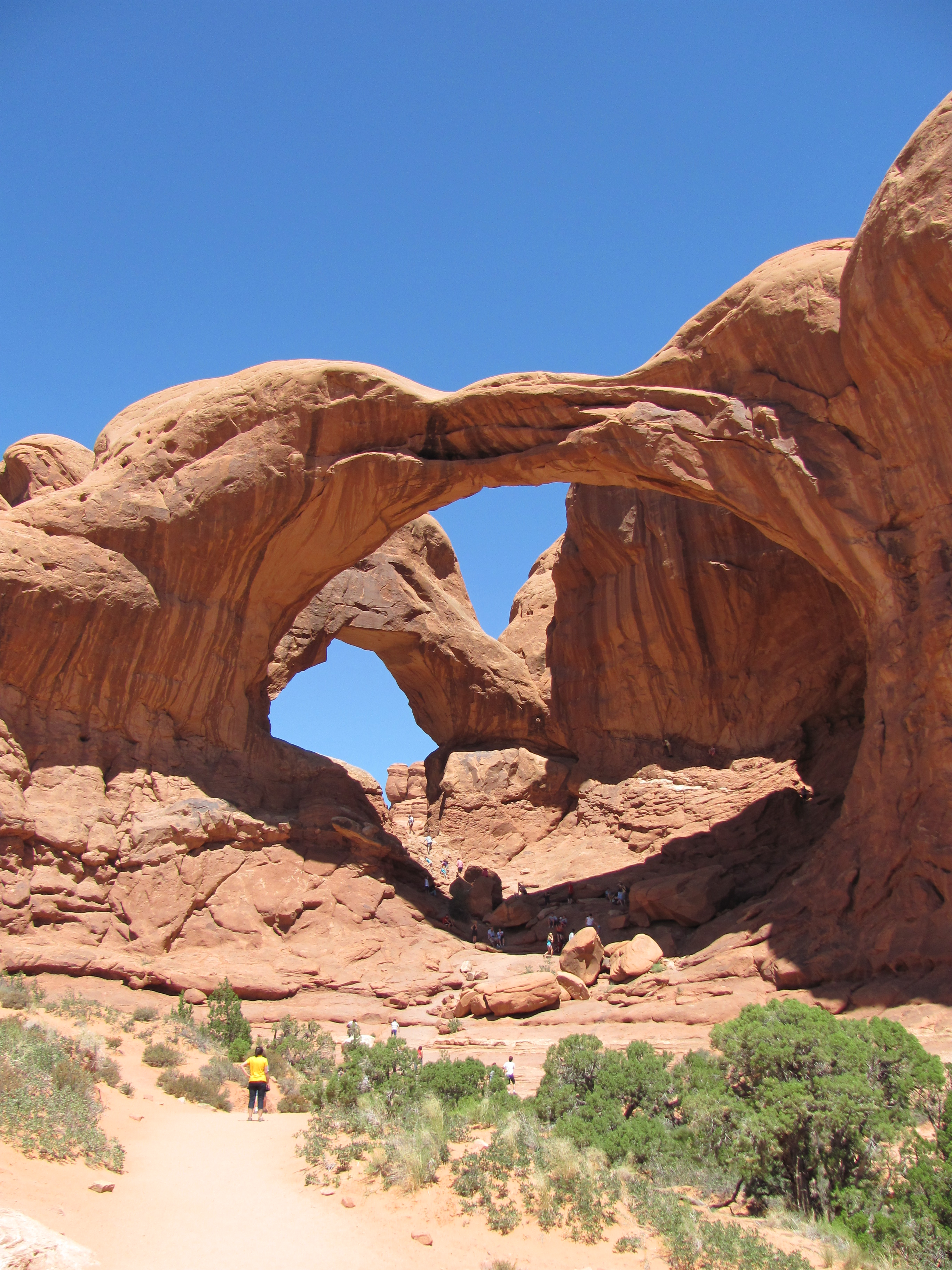
Double Arch

Frank A. Wadleigh, manažer osobní dopravy v místní železnici, jako první přivedl zdejší oblast do hledáčku státní správy národních parků. Wadleigh, spolu s železničním fotografem Georgem L. Beamem, navštívil oblast v roce 1923 na základě pozvání od Alexandra Ringhoffera, původem maďarského prospektora žijícího v Salt Valley. Ringhoffer kontaktovat železnice ve snaze získat jejich přízeň v rozšíření cestovního ruchu ve zdejší oblasti, kterou objevil spolu se svými dvěma syny a zetěm. Nazval ji „Devil's Garden“ (česky „Ďáblova zahrada“). Wadleigh byl zdejší přírodou ohromen a navrhl Stephanovi T. Mathermu, řediteli správy parků, ať jmenuje zdejší oblast jako národní památku.
Následující rok přišla další podpora myšlenky ze zdejší oblasti udělat národní památku ze strany Laurence Goulda, absolventa University of Michigan, který studoval geologii nedalekého pohoří La Sal Mountains.

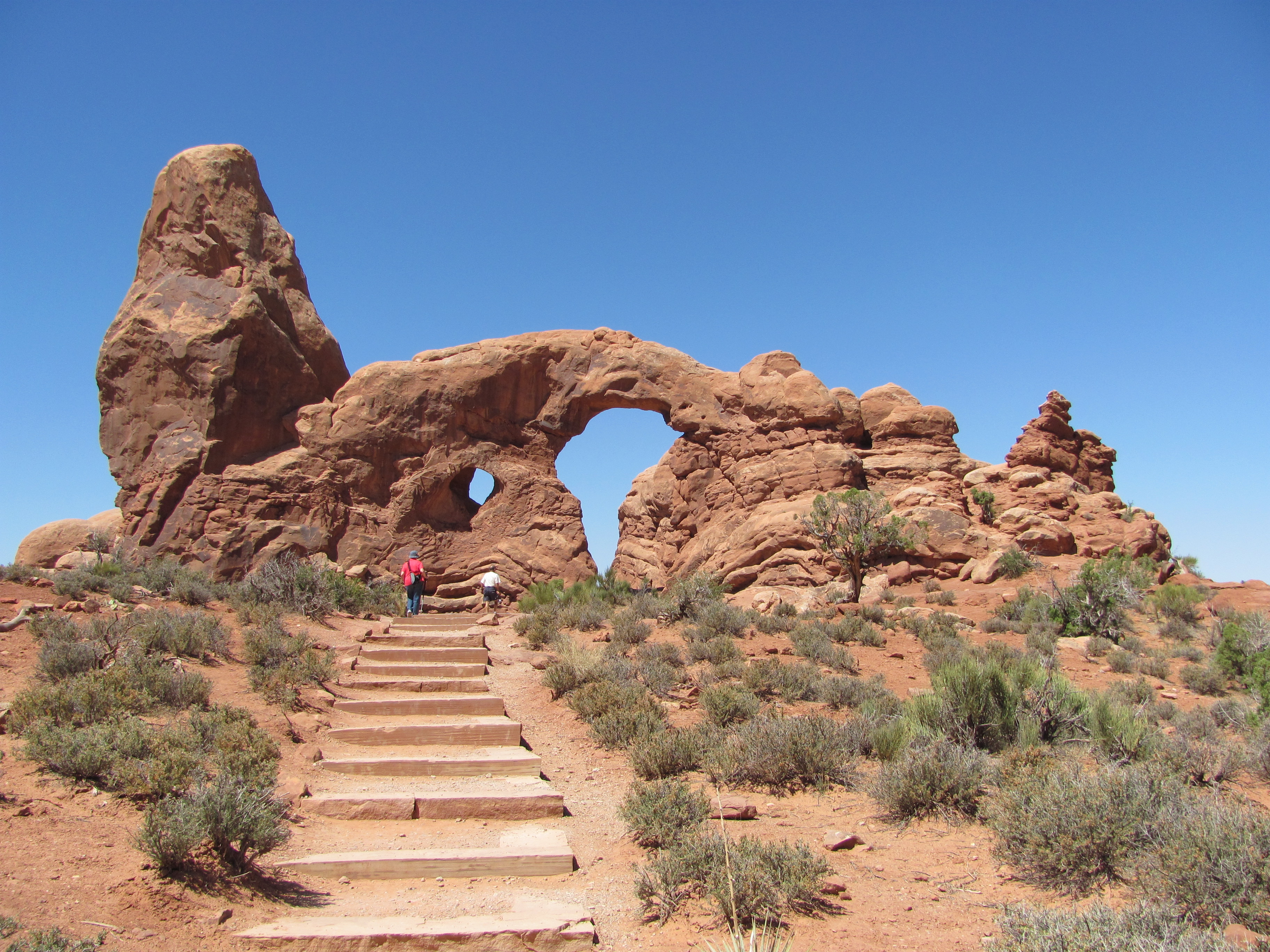
Cesta k Turret Arch

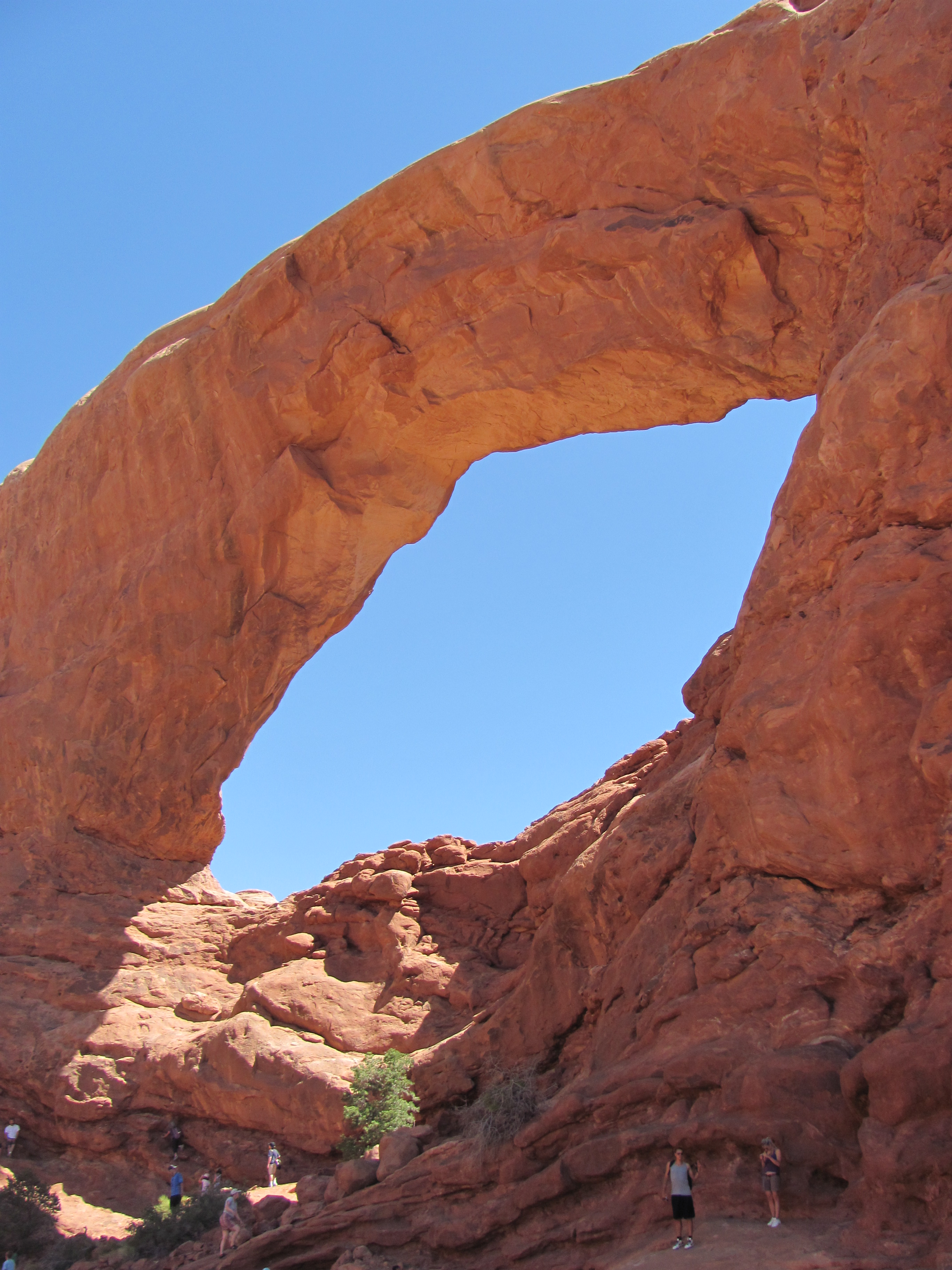
Detailní pohled na oblouk

Kvůli zmatkům při prozkoumávání dané oblasti státními vyšetřovateli byl název „Devil's Garden“ přiřazen jiné oblasti na druhé straně Salt Valley a původní Ringhofferůf objev byl vynechán, zatím co jiná oblast v okolí, „The Windows“, byla zařazena. Označení oblasti jako státní památka byla podpořeno národní správou parků v roce 1926, ovšem Hubert Work, ministr vnitra prezidenta Calvina Coolidgese, tomu zabránil. Nakonec v dubnu 1929, krátce po jeho uvedení do úřadu, prezident Herbert Hoover podepsal prezidentské prohlášení vytvářející Arches National Monument, který se v té době skládal pouze ze dvou poměrně malých oddělených částí. Podle zákona o starožitnostech 1906 bylo smyslem rezervace chránit pískovcové oblouky, věže a jiné pískovcové útvary pro jejich vědeckou a vzdělávací hodnotu. Název „Arches“ navrhl Frank Pinkely, dozorce správy jihozápadních památek, po návštěvě sekce Windows v roce 1925.

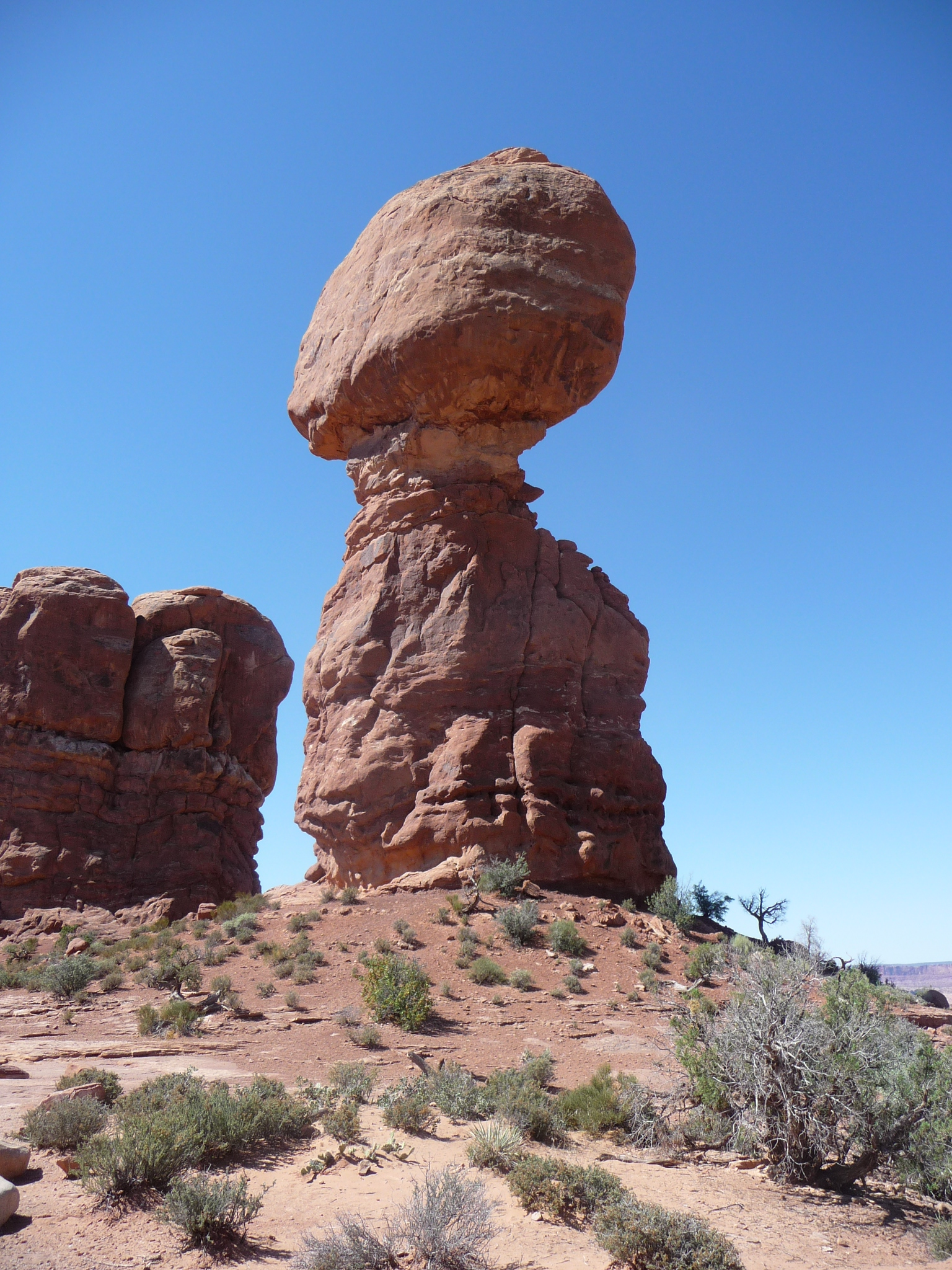
Balanced rock

Na konci roku 1938 podepsal prezident Franklin D. Roosevelt prohlášení, které zavazovalo Arches chránit dalších scénické útvary a umožňuje rozvoj zařízení na podporu cestovního ruchu. V roce 1960 prezident Dwight Eisenhower provedl malou úpravu, která měla za úkol přizpůsobit novou síť silnic.
Na začátku roku 1969, těsně před odchodem z funkce, prezident Lyndon B. Johnson podepsal proklamaci výrazně zvětšující oblast Arches. O dva roky později, prezident Richard Nixon podepsal legislativu schválenou Kongresem, která výrazně snížila celkovou oblast, ale změnila status Arches na národní park.

## Podnebí
Teploty v národním parku Arches se liší dle ročního období. Zatímco v letních měsících zde teplota dosahuje až 40 °C, v zimním období teplota klesá pod bod mrazu, a to někdy i velice důrazně. Nejteplejším měsícem zpravidla bývá červenec, nejnižší teploty naměříte v lednu.

## Rekreační aktivity
Lezení na pojmenované oblouky v parku je již dlouho zakázáno předpisy parku. Lezení na ostatní skály je v parku povoleno, ale je regulováno. Mezi další povolené rekreační aktivity v parku patří jízda automobilem po vyznačených cestách, trampování, jízda na kole, kempování a pěší turistika, přičemž některé aktivity vyžadují povolení. Komerční výlety s průvodcem jsou taktéž dostupné.
V parku je také dále velice oblíbená astronomie, díky zdejší tmavé obloze.

## Paleontologie
V okolí parku se nachází velký počet významných paleontologických lokalit zejména s velkým množstvím zkamenělých otisků stop druhohorních dinosaurů.